# Metal Men
Metal Men est un groupe de super héros publié par DC Comics

## Historique
Metal Men est un groupe de super héros créé par Robert Kanigher et Ross Andru en 1962 dans le comics Showcase (no 37) édité par DC comics. À l'origine ils étaient destinés à n'apparaître que dans un seul numéro de Showcase, en remplacement d'Atom qui venait de gagner son propre comics. Kanigher écrit très rapidement le scénario et Ross Andru et Mike Esposito le dessinent aussi très rapidement car ils ont moins de quinze jours avant la sortie prévue du numéro 37 du comics. Ils arrivent à tenir les délais et à fournir l'épisode complet qui voit donc apparaître ces robots dotés de super-pouvoir. Le succès du groupe est tel qu'ils reviennent, reconstruits par leur créateur le professeur Will Magnus, dans les trois numéros suivants Showcase, avant d'avoir leur propre comics. Les ventes sont correctes mais baissent à la fin des années 1960. Le comics est alors abandonné. Les personnages réapparaissent de temps en temps  dans les séries d'autres personnages.

## Membres
Or (Chef), Étain, Plomb, Fer, Mercure et Platine